# Liste der Naturdenkmale in Lauter-Bernsbach
Die Liste der Naturdenkmale in Lauter-Bernsbach nennt die Naturdenkmale in Lauter-Bernsbach im sächsischen Erzgebirgskreis.

## Definition
„Naturdenkmäler sind rechtsverbindlich festgesetzte Einzelschöpfungen der Natur oder entsprechende Flächen bis zu fünf Hektar, deren besonderer Schutz erforderlich ist
1. aus wissenschaftlichen, naturgeschichtlichen oder landeskundlichen Gründen oder
2. wegen ihrer Seltenheit, Eigenart oder Schönheit.“

„§ 18 – Naturdenkmäler – (zu § 28 BNatSchG)
(1) Die Erklärung nach § 22 Abs. 1 BNatSchG von Teilen von Natur und Landschaft als Naturdenkmal erfolgt durch Rechtsverordnung oder Einzelanordnung.
(2) Über § 28 Abs. 1 BNatSchG hinaus können Naturdenkmäler zur Sicherung von Lebensgemeinschaften oder Lebensstätten von im Bestand gefährdeten oder streng geschützten Arten festgesetzt werden.“

## Liste
Link zu einem Kartenansichtstool, um Koordinaten zu setzen.
| Bild                          | Bezeichnung        | Lage                                        | Beschreibung | Datum                                                         | Nummer     |
| ----------------------------- | ------------------ | ------------------------------------------- | ------------ | ------------------------------------------------------------- | ---------- |
| BW                            | An der Griese      | Lauter (50° 32′ 28,9″ N, 12° 43′ 55,3″ O)   | 10527 m²     | Beschluss des Rates des Kreises Aue vom 08.03.1979            | 364.23-135 |
| mehr Fotos \| Fotos hochladen | Dorfbach Bernsbach | Bernsbach (50° 34′ 1,2″ N, 12° 45′ 33,1″ O) | 43407 m²     | Verordnung des Landratsamtes Aue-Schwarzenberg vom 27.04.1995 | 364.23-139 |
| BW                            | Kontakstelle       | Lauter (50° 34′ 1,6″ N, 12° 41′ 34,3″ O)    | 62,5 m²      | Beschluss des Rates des Kreises Aue Nr. 139 vom 24.11.1958    | 364.23-138 |
| BW                            | Rau-Raum           | Lauter (50° 33′ 25,9″ N, 12° 42′ 47,9″ O)   | 13556 m²     | Verordnung des Landkreises Aue-Schwarzenberg vom 17.12.1998   | 364.23-136 |
| BW                            | Wiese Regenwinkel  | Lauter (50° 33′ 40,1″ N, 12° 43′ 14″ O)     | 21700 m²     | Verordnung des Landkreises Aue-Schwarzenberg vom 05.10.2000   | 364.23-137 |